# انالیس باسو
اَنالیس باسو (انگلیسی: Annalise Basso؛ زادهٔ ۲ دسامبر ۱۹۹۸) بازیگر و مدل اهل ایالات متحده آمریکا است. وی از سال ۲۰۰۷ میلادی تاکنون مشغول فعالیت بوده‌است.
از فیلم‌ها یا برنامه‌های تلویزیونی که وی در آن نقش داشته‌است، می‌توان به جاده سرخ ، کاپیتان خارق‌العاده، داستان‌های زمان خواب، امید روح میابد، نورگیر، ویجا: خاستگاه شیطان، کدبانوهای وامانده، به من دروغ بگو، خون حقیقی، استخوان‌ها، پارک‌ها و تفریحات، دختر جدید، نیکیتا و کنستانتین اشاره کرد.